# Lexxion Verlag
Der Lexxion Verlag ist ein in Berlin ansässiger Verlag in der Rechtsform einer Gesellschaft mit beschränkter Haftung. Als juristischer Fachverlag gibt er deutsch- und englischsprachige Fachzeitschriften und Fachbücher heraus und veranstaltet europaweit Konferenzen und Fortbildungen.

## Geschichte

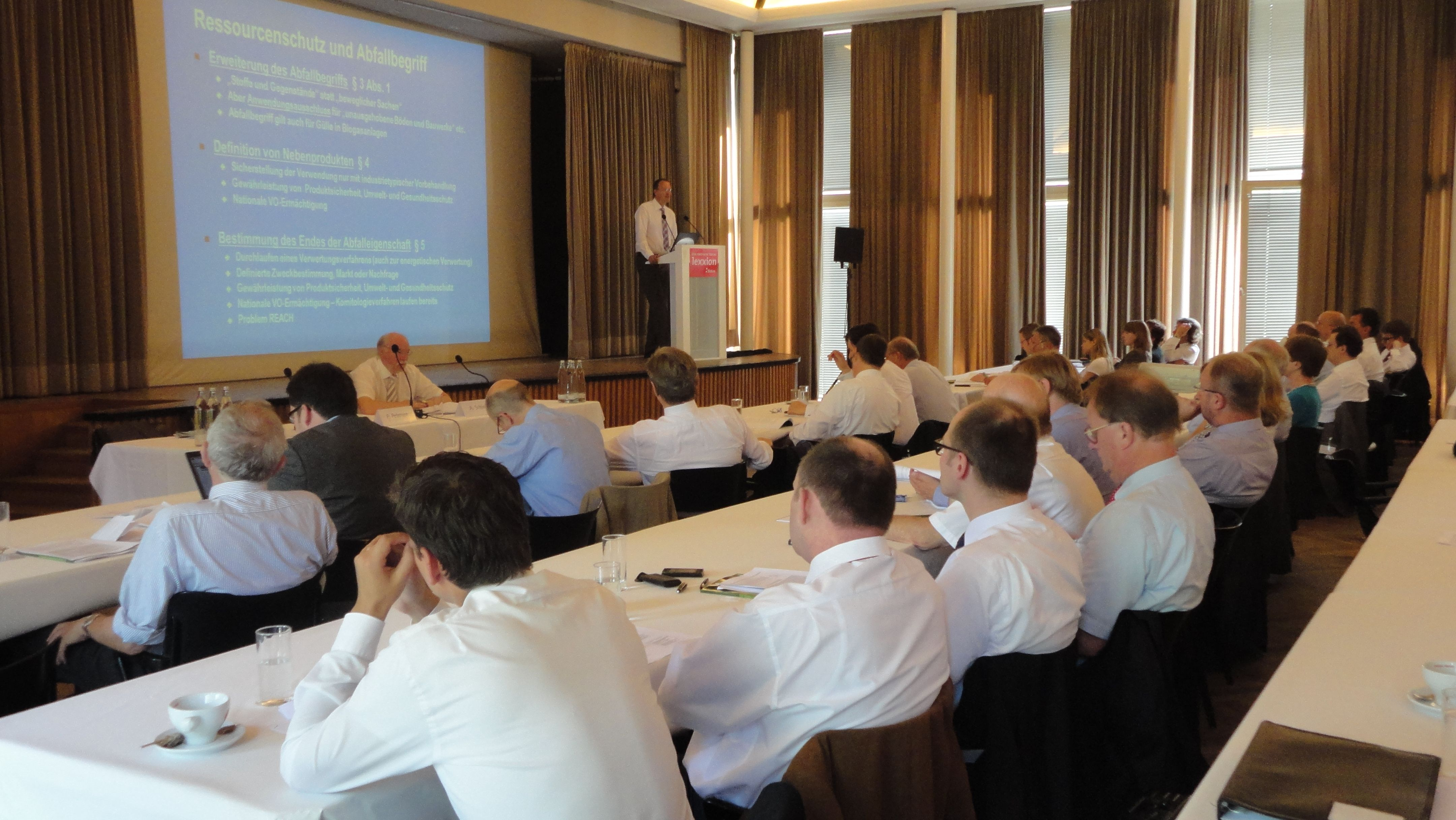
AbfallRTag-Konferenz 2012 des Lexxion Verlags in Düsseldorf

Im Jahr 2000 gründete Wolfgang Andreae zusammen mit Fritz Neske den als reinen Online-Verlag angelegten Verlag NP NewLaw Publishers. Im Zuge der Anfang des Jahrtausends nachlassenden Internet-Euphorie der 1990er Jahre, traf man die Entscheidung, das Tagesgeschäft auf klassische Verlags-Tätigkeiten umzustellen. Seit der Umstrukturierung 2002 firmiert das Unternehmen als Lexxion Verlag.
2025 erscheinen vier deutsche und neun englischsprachige Fachzeitschriften aus den Bereichen Abfall-, Umwelt-, Lebensmittel- und Chemikalien- sowie Wettbewerbs- und Datenschutzrecht. Zu den genannten Themenbereiche werden Konferenzen und Fortbildungsveranstaltungen angeboten. Die seit 2011 bestehende Zeitschrift für Immissionsschutzrecht und Emissionshandel (I+E) und die seit 2012 bestehende Zeitschrift für Deutsches und Europäisches Wasser-, Abwasser- und Bodenschutzrecht (W+B) gingen im Jahr 2020 in der Zeitschrift Umweltrechtliche Beiträge aus Wissenschaft und Praxis (UWP) auf. Die Referendarzeitschrift Justament feierte 2010 ihr zehntes Jubiläum und wird heute als Blog angeboten.
Im Januar 2025 hatte der Verlag 20 Mitarbeiter.

## Verlagsprodukte (Auswahl)

### Deutschsprachige Zeitschriften
- AbfallR - Zeitschrift für das Recht der Abfallwirtschaft (zweimonatlich)
- EurUP - Zeitschrift für Europäisches Umwelt- und Planungsrecht (vierteljährlich)
- StoffR - Zeitschrift für Stoffrecht (zweimonatlich)
- UWP - Umweltrechtliche Beiträge aus Wissenschaft und Praxis (vierteljährlich)

### Englischsprachige Zeitschriften
- AIRe - Journal of AI Law and Regulation (vierteljährlich)
- CCLR - Carbon & Climate Law Review (vierteljährlich)
- CoRe - European Competition and Regulatory Law Review (vierteljährlich)
- EDPL - European Data Protection Law Review (vierteljährlich)
- EFFL - European Food and Feed Law Review (zweimonatlich)
- EHPL - European Health & Pharmaceutical Law Review (vierteljährlich)
- EPPPL - European Procurement & Public Private Partnership Law Review (vierteljährlich)
- EStAL - European State Aid Law Quarterly (vierteljährlich)
- ICRL - International Chemical Regulatory and Law Review (vierteljährlich)

### Buchreihen
- Beiträge zum Raumplanungsrecht
- State Aid Uncovered (englischsprachig)
- Tagungsbände zum Raumplanungs-, Bau- und Umweltrecht
- EditionAndreae